# Базиль Микола Петрович
Микола Петрович Ба́зиль  (нар. 2 січня 1949, Сліпород — пом. 4 червня 2015) — український живописець; член Харківської організації Спілки художників України з 1989 року.

## Біографія
Народився 2 січня 1949 року у селі Сліпороді (тепер Шосткинський район Сумської області, Україна). Протягом 1968—1973 років навчався у Харківському художньому училищі у Миколи Гнойового, Антоніни Ткачової, Юрія Киянського.
Працював на Харківському художньо-виробничому комбінаті. З 1989 року — на творчій роботі. Жив у Харкові в будинку на вулиці Артема № 23, квартира 29. Помер 4 червня 2015 року.

## Творчість
Автор картин:
- «Літо» (1989);
- «Пам'ять батьківської хати» (1989);
- «Смерть дерева» (1990);
- триптих «Передчуття» (1990);
- триптих «Очікування» (1990);
- триптих «Терпіння» (1990);
- «Через межу» (1993);
- серія «На овдовілих хуторах» (1993);
- «Весна» (1993)
- «Овдовілі крашанки» (1993–1998)
- «Березіль» (1995);
- «Перед Різдвом» (1995);
- «Криниця>» (1996);
- триптих «Життя» (1998);
- «В ніч на Купала» (2001);
- «Спалюють картоплиння» (2001).

Брав участь у обласних, всеукраїнських та зарубіжних виставках з 1978 року, зокрема:
- у Познані (Польська Народна Республіка, 1987);
- у Будинку народної творчості у Харкові (1991, персональна);
- в Українському культурному центрі у Харківі (1991);
- у Харківському літературному музеї (1994–1995, 1997);
- у галереї «Даїс» у Харкові (1994);
- у Державній науковій бібліотеці імені Володимира Короленка (1996).

Твори зберігаються в Харківському музеї народної творчості, Харківському художньому музеї, Харківському літературному музеї.